# روبرتو کولاکونه
روبرتو کولاکونه (انگلیسی: Roberto Colacone؛ زادهٔ ۲۶ آوریل ۱۹۷۴) بازیکن فوتبال اهل ایتالیا است.
از باشگاه‌هایی که در آن بازی کرده‌است می‌توان به باشگاه فوتبال مودنا، باشگاه فوتبال آسکولی، باشگاه فوتبال پارما، باشگاه فوتبال آنکونا، باشگاه فوتبال فوجا، باشگاه فوتبال کرمونزه، باشگاه فوتبال مونتسا، باشگاه فوتبال جنوآ، باشگاه فوتبال کومو، باشگاه فوتبال ویچنزا، و باشگاه فوتبال اسپال اشاره کرد.